# Cheiracanthium mongolicum
Cheiracanthium mongolicum là một loài nhện trong họ Miturgidae.
Loài này thuộc chi Cheiracanthium. Cheiracanthium mongolicum được Ehrenfried Schenkel-Haas miêu tả năm 1963.